# Saison 2023-2024 des Pistons de Détroit
La saison 2023-2024 des Pistons de Détroit est la 83e saison de la franchise, la 76e au sein de la National Basketball Association (NBA) et la 67e saison dans la ville de Détroit.

## Draft
| Tour | Choix | Joueur         | Poste | Nationalité | Provenance                    |
| ---- | ----- | -------------- | ----- | ----------- | ----------------------------- |
| 1    | 5     | Ausar Thompson | SG/SF | États-Unis  | City Reapers (Overtime Elite) |
| 2    | 31    | James Nnaji    | C     | Nigeria     | FC Barcelone                  |

## Matchs

### Summer League
| Summer League Total: 4-1 |

| Match | Date match | Équipe      | Score     | Meilleur marqueur   | Meilleur rebondeur  | Meilleur passeur   | Lieux Spectateurs      | Série |
| ----- | ---------- | ----------- | --------- | ------------------- | ------------------- | ------------------ | ---------------------- | ----- |
| 1     | 8 juillet  | Orlando     | V 89-78   | Jalen Duren (17)    | James Wiseman (12)  | Ivey, Sykes (4)    | Thomas & Mack Center 0 | 1 - 0 |
| 2     | 9 juillet  | Houston     | D 101-113 | Jalen Duren (23)    | Duren, Wiseman (10) | Jaden Ivey (10)    | Thomas & Mack Center 0 | 1 - 1 |
| 3     | 12 juillet | Toronto     | V 94-90   | Jared Rhoden (18)   | Ausar Thompson (9)  | Marcus Sasser (7)  | Thomas & Mack Center 0 | 2 - 1 |
| 4     | 14 juillet | San Antonio | V 79-73   | Ausar Thompson (18) | Ausar Thompson (14) | Zavier Simpson (4) | Thomas & Mack Center 0 | 3 - 1 |
| 5     | 16 juillet | Indiana     | V 100-85  | Marcus Sasser (40)  | Amar Sylla (10)     | Marcus Sasser (5)  | Cox Pavilion 0         | 4 - 1 |

### Pré-saison
| Pré-saison Total: 2-2 (Domicile : 0-1; Extérieur : 2-1) |

| Match | Date match | Équipe          | Score          | Meilleur marqueur    | Meilleur rebondeur  | Meilleur passeur       | Lieux Spectateurs               | Série |
| ----- | ---------- | --------------- | -------------- | -------------------- | ------------------- | ---------------------- | ------------------------------- | ----- |
| 1     | 8 octobre  | Phoenix         | D 126-130 (OT) | Marvin Bagley (25)   | Ausar Thompson (10) | Killian Hayes (7)      | Little Caesars Arena 15 062     | 0 - 1 |
| 2     | 12 octobre | Oklahoma City   | V 128-125      | James Wiseman (20)   | James Wiseman (10)  | Marcus Sasser (8)      | Centre Bell 21 055              | 1 - 1 |
| 3     | 19 octobre | @ Oklahoma City | V 118-116      | Ausar Thompson (18)  | Ausar Thompson (8)  | Cunningham, Sasser (6) | BOK Center 12 275               | 2 - 1 |
| 4     | 20 octobre | @ Dallas        | D 104-114      | Malcolm Cazalon (16) | Ausar Thompson (11) | Zavier Simpson (6)     | American Airlines Center 19 282 | 2 - 2 |

### Saison régulière
| Saison régulière Total: 14-68 (Domicile : 7-33; Extérieur : 7-35) |

| Match | Date       | Équipe          | Score     | Meilleur marqueur    | Meilleur rebondeur  | Meilleur passeur         | Lieux Spectateurs           | Série |
| ----- | ---------- | --------------- | --------- | -------------------- | ------------------- | ------------------------ | --------------------------- | ----- |
| 1     | 25 octobre | @ Miami         | D 102-103 | Cade Cunningham (30) | Duren, Stewart (14) | Cade Cunningham (9)      | Kaseya Center 19 695        | 0 - 1 |
| 2     | 27 octobre | @ Charlotte     | V 111-99  | Alec Burks (24)      | Jalen Duren (17)    | Cunningham, Thompson (6) | Spectrum Center 15 855      | 1 - 1 |
| 3     | 28 octobre | Chicago         | V 118-102 | Cade Cunningham (25) | Jalen Duren (15)    | Cade Cunningham (10)     | Little Caesars Arena 20 062 | 2 - 1 |
| 4     | 30 octobre | @ Oklahoma City | D 112-124 | Jaden Ivey (20)      | Ausar Thompson (10) | Burks, Hayes (7)         | Paycom Center 16 127        | 2 - 2 |

| Match                                                                      | Date         | Équipe                | Score     | Meilleur marqueur      | Meilleur rebondeur  | Meilleur passeur     | Lieux Spectateurs                 | Série  |
| -------------------------------------------------------------------------- | ------------ | --------------------- | --------- | ---------------------- | ------------------- | -------------------- | --------------------------------- | ------ |
| 5                                                                          | 1er novembre | Portland              | D 101-110 | Cade Cunningham (30)   | Ausar Thompson (7)  | Marcus Sasser (6)    | Little Caesars Arena 16 912       | 2 - 3  |
| 6                                                                          | 2 novembre   | @ La Nouvelle-Orléans | D 116-125 | Cade Cunningham (22)   | Marvin Bagley (9)   | Cade Cunningham (11) | Smoothie King Center 15 884       | 2 - 4  |
| 7                                                                          | 5 novembre   | Phoenix               | D 106-120 | Cade Cunningham (26)   | Jalen Duren (11)    | Cade Cunningham (6)  | Little Caesars Arena 20 062       | 2 - 5  |
| 8                                                                          | 6 novembre   | Golden State          | D 109-120 | Cunningham, Hayes (21) | Isaiah Stewart (11) | Killian Hayes (7)    | Little Caesars Arena 20 062       | 2 - 6  |
| 9                                                                          | 8 novembre   | @ Milwaukee           | D 118-120 | Cade Cunningham (33)   | Ausar Thompson (15) | Cade Cunningham (8)  | Fiserv Forum 17 341               | 2 - 7  |
| 10                                                                         | 10 novembre  | Philadelphie*         | D 106-114 | Killian Hayes (23)     | Ausar Thompson (13) | Cade Cunningham (7)  | Little Caesars Arena 18 902       | 2 - 8  |
| 11                                                                         | 12 novembre  | @ Chicago             | D 108-119 | Kevin Knox (18)        | Ausar Thompson (16) | Marcus Sasser (6)    | United Center 19 088              | 2 - 9  |
| 12                                                                         | 14 novembre  | Atlanta*              | D 120-126 | Marvin Bagley (22)     | Marvin Bagley (11)  | Cade Cunningham (12) | Little Caesars Arena 16 963       | 2 - 10 |
| 13                                                                         | 17 novembre  | @ Cleveland*          | D 100-108 | Cade Cunningham (20)   | Trois joueurs (10)  | Cade Cunningham (8)  | Rocket Mortgage FieldHouse 19 432 | 2 - 11 |
| 14                                                                         | 19 novembre  | @ Toronto             | D 113-142 | Stanley Umude (19)     | Ausar Thompson (10) | Marcus Sasser (6)    | Scotiabank Arena 19 182           | 2 - 12 |
| 15                                                                         | 20 novembre  | Denver                | D 103-107 | Cade Cunningham (27)   | Isaiah Stewart (11) | Cade Cunningham (9)  | Scotiabank Arena 19 403           | 2 - 13 |
| 16                                                                         | 24 novembre  | @ Indiana*            | D 113-136 | Cade Cunningham (31)   | Jalen Duren (13)    | Cade Cunningham (5)  | Gainbridge Fieldhouse 17 274      | 2 - 14 |
| 17                                                                         | 27 novembre  | Washington            | D 107-126 | Cade Cunningham (26)   | Jalen Duren (14)    | Cunningham, Ivey (7) | Little Caesars Arena 14 346       | 2 - 15 |
| 18                                                                         | 29 novembre  | L.A. Lakers           | D 107-133 | Cade Cunningham (15)   | Jalen Duren (7)     | Hayes, Sasser (8)    | Little Caesars Arena 20 062       | 2 - 16 |
| 19                                                                         | 30 novembre  | @ New York            | D 112-118 | Cade Cunningham (31)   | Jalen Duren (12)    | Cade Cunningham (8)  | Madison Square Garden 19 812      | 2 - 17 |
| *Matchs comptant pour la phase de groupe du NBA In-Season Tournament 2023. |              |                       |           |                        |                     |                      |                                   |        |

| Match | Date        | Équipe         | Score          | Meilleur marqueur     | Meilleur rebondeur   | Meilleur passeur      | Lieux Spectateurs           | Série  |
| ----- | ----------- | -------------- | -------------- | --------------------- | -------------------- | --------------------- | --------------------------- | ------ |
| 20    | 2 décembre  | Cleveland      | D 101-110      | Cade Cunningham (23)  | Jalen Duren (11)     | Cade Cunningham (11)  | Little Caesars Arena 18 924 | 2 - 18 |
| 21    | 6 décembre  | Memphis        | D 102-116      | Bojan Bogdanović (22) | Jalen Duren (11)     | Cade Cunningham (10)  | Little Caesars Arena 12 862 | 2 - 19 |
| 22    | 8 décembre  | @ Orlando      | D 91-123       | Cade Cunningham (21)  | Killian Hayes (7)    | Cade Cunningham (6)   | Amway Center 18 655         | 2 - 20 |
| 23    | 11 décembre | Indiana        | D 123-131      | Cade Cunningham (23)  | Isaiah Stewart (7)   | Cunningham, Hayes (7) | Little Caesars Arena 14 988 | 2 - 21 |
| 24    | 13 décembre | Philadelphie   | D 111-129      | Bojan Bogdanović (33) | Ausar Thompson (8)   | Cade Cunningham (7)   | Little Caesars Arena 16 749 | 2 - 22 |
| 25    | 15 décembre | @ Philadelphie | D 92-124       | James Wiseman (20)    | James Wiseman (13)   | Ivey, Sasser (4)      | Wells Fargo Center 19 761   | 2 - 23 |
| 26    | 16 décembre | @ Milwaukee    | D 114-146      | Cade Cunningham (25)  | Marvin Bagley (7)    | Cade Cunningham (6)   | Fiserv Forum 17 666         | 2 - 24 |
| 27    | 18 décembre | @ Atlanta      | D 124-130      | Cade Cunningham (43)  | Ivey, Thompson (8)   | Cade Cunningham (7)   | State Farm Arena 17 664     | 2 - 25 |
| 28    | 21 décembre | Utah           | D 111-119      | Cade Cunningham (28)  | Isaiah Stewart (10)  | Cade Cunningham (10)  | Little Caesars Arena 18 122 | 2 - 26 |
| 29    | 23 décembre | @ Brooklyn     | D 115-126      | Jaden Ivey (23)       | Bojan Bogdanović (8) | Jaden Ivey (7)        | Barclays Center 17 732      | 2 - 27 |
| 30    | 26 décembre | Brooklyn       | D 112-118      | Cade Cunningham (41)  | Jalen Duren (15)     | Cade Cunningham (5)   | Little Caesars Arena 19 811 | 2 - 28 |
| 31    | 28 décembre | @ Boston       | D 122-128 (OT) | Cade Cunningham (31)  | Jalen Duren (14)     | Cade Cunningham (9)   | TD Garden 19 156            | 2 - 29 |
| 32    | 30 décembre | Toronto        | V 129-127      | Cade Cunningham (30)  | Jalen Duren (17)     | Cade Cunningham (12)  | Little Caesars Arena 18 411 | 3 - 29 |

| Match | Date        | Équipe         | Score     | Meilleur marqueur     | Meilleur rebondeur  | Meilleur passeur     | Lieux Spectateurs                 | Série  |
| ----- | ----------- | -------------- | --------- | --------------------- | ------------------- | -------------------- | --------------------------------- | ------ |
| 33    | 1er janvier | @ Houston      | D 113-136 | Alec Burks (21)       | Jalen Duren (14)    | Cade Cunningham (10) | Toyota Center 18 055              | 3 - 30 |
| 34    | 3 janvier   | @ Utah         | D 148-154 | Bojan Bogdanović (36) | Jalen Duren (10)    | Cade Cunningham (12) | Delta Center 18 206               | 3 - 31 |
| 35    | 5 janvier   | @ Golden State | D 109-113 | Cade Cunningham (30)  | Jalen Duren (12)    | Killian Hayes (5)    | Chase Center 18 064               | 3 - 32 |
| 36    | 7 janvier   | @ Denver       | D 114-131 | Jalen Duren (20)      | Trois joueurs (5)   | Hayes, Ivey (6)      | Ball Arena 19 623                 | 3 - 33 |
| 37    | 9 janvier   | Sacramento     | D 110-131 | Bojan Bogdanović (26) | Jalen Duren (10)    | Killian Hayes (7)    | Little Caesars Arena 13 992       | 3 - 34 |
| 38    | 10 janvier  | San Antonio    | D 108-130 | Jalen Duren (21)      | Jalen Duren (12)    | Killian Hayes (12)   | Little Caesars Arena 17 833       | 3 - 35 |
| 39    | 12 janvier  | Houston        | D 110-112 | Burks, Knox (19)      | Duren, Thompson (8) | Hayes, Ivey (8)      | Little Caesars Arena 13 987       | 3 - 36 |
| 40    | 15 janvier  | @ Washington   | V 129-117 | Alec Burks (34)       | Jalen Duren (19)    | Hayes, Ivey (6)      | Capital One Arena 15 156          | 4 - 36 |
| 41    | 17 janvier  | Minnesota      | D 117-124 | Jaden Ivey (32)       | Jalen Duren (11)    | Killian Hayes (8)    | Little Caesars Arena 16 022       | 4 - 37 |
| 42    | 20 janvier  | Milwaukee      | D 135-141 | Alec Burks (33)       | Duren, Thompson (9) | Burks, Ivey (6)      | Little Caesars Arena 19 996       | 4 - 38 |
| 43    | 22 janvier  | Milwaukee      | D 113-122 | Marcus Sasser (23)    | Jalen Duren (12)    | Jaden Ivey (6)       | Little Caesars Arena 17 201       | 4 - 39 |
| 44    | 24 janvier  | Charlotte      | V 113-106 | Bojan Bogdanović (34) | Duren, Stewart (8)  | Killian Hayes (8)    | Little Caesars Arena 15 020       | 5 - 39 |
| 45    | 27 janvier  | Washington     | D 104-118 | Bojan Bogdanović (30) | Jalen Duren (18)    | Cade Cunningham (12) | Little Caesars Arena 16 922       | 5 - 40 |
| 46    | 28 janvier  | Oklahoma City  | V 120-104 | Jalen Duren (22)      | Jalen Duren (21)    | Duren, Ivey (6)      | Little Caesars Arena 16 861       | 6 - 40 |
| 47    | 31 janvier  | @ Cleveland    | D 121-128 | Danilo Gallinari (20) | Jalen Duren (9)     | Cade Cunningham (7)  | Rocket Mortgage FieldHouse 19 432 | 6 - 41 |

| Match                  | Date       | Équipe          | Score          | Meilleur marqueur      | Meilleur rebondeur | Meilleur passeur     | Lieux Spectateurs            | Série  |
| ---------------------- | ---------- | --------------- | -------------- | ---------------------- | ------------------ | -------------------- | ---------------------------- | ------ |
| 48                     | 2 février  | L.A. Clippers   | D 125-136      | Jaden Ivey (28)        | Jalen Duren (13)   | Cade Cunningham (11) | Little Caesars Arena 19 122  | 6 - 42 |
| 49                     | 4 février  | Orlando         | D 99-111       | Cunningham, Ivey (18)  | Ausar Thompson (7) | Cade Cunningham (7)  | Little Caesars Arena 17 982  | 6 - 43 |
| 50                     | 7 février  | @ Sacramento    | V 133-120      | Jaden Ivey (37)        | Jalen Duren (15)   | Killian Hayes (9)    | Golden 1 Center 17 832       | 7 - 43 |
| 51                     | 8 février  | @ Portland      | V 128-122 (OT) | Jalen Duren (27)       | Jalen Duren (22)   | Marcus Sasser (11)   | Moda Center 18 125           | 8 - 43 |
| 52                     | 10 février | @ L.A. Clippers | D 106-112      | Jaden Ivey (23)        | Jalen Duren (18)   | Cade Cunningham (10) | Crypto.com Arena 19 370      | 8 - 44 |
| 53                     | 13 février | @ L.A. Lakers   | D 111-125      | Ausar Thompson (19)    | James Wiseman (9)  | Cade Cunningham (7)  | Crypto.com Arena 18 997      | 8 - 45 |
| 54                     | 14 février | @ Phoenix       | D 100-116      | Simone Fontecchio (18) | Duren, Milton (9)  | Cade Cunningham (8)  | Footprint Center 17 071      | 8 - 46 |
| NBA All-Star Game 2024 |            |                 |                |                        |                    |                      |                              |        |
| 55                     | 22 février | @ Indiana       | D 115-129      | Cade Cunningham (30)   | Jalen Duren (13)   | Cade Cunningham (8)  | Gainbridge Fieldhouse 16 506 | 8 - 47 |
| 56                     | 24 février | Orlando         | D 109-112      | Cade Cunningham (26)   | Jalen Duren (11)   | Jaden Ivey (7)       | Little Caesars Arena 19 388  | 8 - 48 |
| 57                     | 26 février | @ New York      | D 111-113      | Cade Cunningham (32)   | Jalen Duren (16)   | Cade Cunningham (8)  | Madison Square Garden 19 303 | 8 - 49 |
| 58                     | 27 février | @ Chicago       | V 105-95       | Cade Cunningham (26)   | Jalen Duren (10)   | Trois joueurs (5)    | United Center 21 089         | 9 - 49 |

| Match | Date     | Équipe              | Score     | Meilleur marqueur      | Meilleur rebondeur | Meilleur passeur     | Lieux Spectateurs            | Série   |
| ----- | -------- | ------------------- | --------- | ---------------------- | ------------------ | -------------------- | ---------------------------- | ------- |
| 59    | 1er mars | Cleveland           | D 100-110 | Cade Cunningham (21)   | Jalen Duren (10)   | Cade Cunningham (10) | Little Caesars Arena 19 299  | 9 - 50  |
| 60    | 3 mars   | @ Orlando           | D 91-113  | Evan Fournier (17)     | Ausar Thompson (6) | Cade Cunningham (7)  | Kia Center 19 459            | 9 - 51  |
| 61    | 5 mars   | @ Miami             | D 110-118 | Cade Cunningham (23)   | Jalen Duren (10)   | Cade Cunningham (8)  | Kaseya Center 19 724         | 9 - 52  |
| 62    | 7 mars   | Brooklyn            | V 118-112 | Jaden Ivey (34)        | Jalen Duren (14)   | Cade Cunningham (11) | Little Caesars Arena 19 011  | 10 - 52 |
| 63    | 9 mars   | Dallas              | D 124-142 | Cade Cunningham (33)   | James Wiseman (12) | Cade Cunningham (10) | Little Caesars Arena 20 062  | 10 - 53 |
| 64    | 11 mars  | Charlotte           | V 114-97  | Cade Cunningham (22)   | Jalen Duren (10)   | Cade Cunningham (8)  | Little Caesars Arena 18 003  | 11 - 53 |
| 65    | 13 mars  | Toronto             | V 113-104 | Jalen Duren (24)       | Jalen Duren (23)   | Jaden Ivey (7)       | Little Caesars Arena 19 313  | 12 - 53 |
| 66    | 15 mars  | Miami               | D 95-108  | Simone Fontecchio (24) | Jalen Duren (17)   | Cunningham, Ivey (9) | Little Caesars Arena 19 894  | 12 - 54 |
| 67    | 17 mars  | Miami               | D 101-104 | Evan Fournier (18)     | Jalen Duren (10)   | Cade Cunningham (9)  | Little Caesars Arena 20 004  | 12 - 55 |
| 68    | 18 mars  | @ Boston            | D 94-119  | Jaden Ivey (21)        | Jalen Duren (9)    | Marcus Sasser (6)    | TD Garden 19 156             | 12 - 56 |
| 69    | 20 mars  | Indiana             | D 103-122 | Cade Cunningham (23)   | Jalen Duren (12)   | Cade Cunningham (10) | Little Caesars Arena 19 897  | 12 - 57 |
| 70    | 22 mars  | Boston              | D 102-129 | James Wiseman (24)     | James Wiseman (9)  | Marcus Sasser (7)    | Little Caesars Arena 19 994  | 12 - 58 |
| 71    | 24 mars  | La Nouvelle-Orléans | D 101-114 | Flynn, Metu (17)       | James Wiseman (11) | Flynn, Ivey (4)      | Little Caesars Arena 19 922  | 12 - 59 |
| 72    | 25 mars  | @ New York          | D 99-124  | Marcus Sasser (24)     | James Wiseman (11) | Marcus Sasser (6)    | Madison Square Garden 19 812 | 12 - 60 |
| 73    | 27 mars  | @ Minnesota         | D 91-106  | Cade Cunningham (32)   | Jalen Duren (11)   | Marcus Sasser (5)    | Target Center 18 024         | 12 - 61 |
| 74    | 29 mars  | @ Washington        | V 96-87   | Jalen Duren (20)       | Jalen Duren (17)   | Cade Cunningham (7)  | Capital One Arena 15 023     | 13 - 61 |

| Match | Date      | Équipe         | Score     | Meilleur marqueur    | Meilleur rebondeur   | Meilleur passeur    | Lieux Spectateurs               | Série   |
| ----- | --------- | -------------- | --------- | -------------------- | -------------------- | ------------------- | ------------------------------- | ------- |
| 75    | 1er avril | Memphis        | D 108-110 | Cade Cunningham (36) | James Wiseman (10)   | Cade Cunningham (8) | Little Caesars Arena 19 999     | 13 - 62 |
| 76    | 3 avril   | @ Atlanta      | D 113-121 | Malachi Flynn (50)   | Evbuomwan, Flynn (6) | Malachi Flynn (5)   | State Farm Arena 17 899         | 13 - 63 |
| 77    | 5 avril   | @ Memphis      | D 90-108  | Jaden Ivey (31)      | Jalen Duren (10)     | Malachi Flynn (6)   | FedExForum 16 745               | 13 - 64 |
| 78    | 6 avril   | @ Brooklyn     | D 103-113 | Chimezie Metu (20)   | Chimezie Metu (7)    | Jaden Ivey (10)     | Barclays Center 17 732          | 13 - 65 |
| 79    | 9 avril   | @ Philadelphie | D 102-120 | Jaden Ivey (25)      | Duren, Metu (11)     | Marcus Sasser (5)   | Wells Fargo Center 19 796       | 13 - 66 |
| 80    | 11 avril  | Chicago        | D 105-127 | Duren, Sasser (20)   | Jalen Duren (11)     | Jaden Ivey (6)      | Little Caesars Arena 20 013     | 13 - 67 |
| 81    | 12 avril  | @ Dallas       | V 107-89  | Marcus Sasser (24)   | James Wiseman (10)   | Flynn, Ivey (5)     | American Airlines Center 20 274 | 14 - 67 |
| 82    | 14 avril  | @ San Antonio  | D 95-123  | James Wiseman (21)   | James Wiseman (17)   | Marcus Sasser (7)   | Frost Bank Center 18 516        | 14 - 68 |

### Confrontations en saison régulière
| Conférence Est      | Conférence Est                            | Conférence Est                            | Conférence Est                            | Conférence Est                            | Conférence Est                            | Conférence Ouest                          | Conférence Ouest                          | Conférence Ouest                          | Conférence Ouest                          |
| Division Atlantique | Division Atlantique                       | Division Atlantique                       | Division Atlantique                       | Division Atlantique                       | Division Atlantique                       | Division Nord-Ouest                       | Division Nord-Ouest                       | Division Nord-Ouest                       | Division Nord-Ouest                       |
| Équipe              | Domicile                                  | Domicile                                  | Extérieur                                 | Extérieur                                 | Extérieur                                 | Équipe                                    | Domicile                                  | Domicile                                  | Extérieur                                 |
| ------------------- | ----------------------------------------- | ----------------------------------------- | ----------------------------------------- | ----------------------------------------- | ----------------------------------------- | ----------------------------------------- | ----------------------------------------- | ----------------------------------------- | ----------------------------------------- |
| Boston              | 102-129                                   |                                           | 122-128 (OT)                              | 94-119                                    |                                           | Denver                                    | 103-107                                   |                                           | 114-131                                   |
| Brooklyn            | 112-118                                   | 118-112                                   | 115-126                                   | 103-113                                   |                                           | Minnesota                                 | 117-124                                   |                                           | 91-106                                    |
| New York            |                                           |                                           | 112-118                                   | 111-113                                   | 99-124                                    | Oklahoma City                             | 120-104                                   |                                           | 112-124                                   |
| Philadelphie        | 106-114                                   | 111-129                                   | 92-124                                    | 102-120                                   |                                           | Portland                                  | 101-110                                   |                                           | 128-122 (OT)                              |
| Toronto             | 129-127                                   | 113-104                                   | 113-142                                   |                                           |                                           | Utah                                      | 111-119                                   |                                           | 148-154                                   |
| Division            | 3–14 (Domicile : 3-4; Extérieur : 0-10)   | 3–14 (Domicile : 3-4; Extérieur : 0-10)   | 3–14 (Domicile : 3-4; Extérieur : 0-10)   | 3–14 (Domicile : 3-4; Extérieur : 0-10)   | 3–14 (Domicile : 3-4; Extérieur : 0-10)   | Division                                  | 2–8 (Domicile : 1-4; Extérieur : 1-4)     | 2–8 (Domicile : 1-4; Extérieur : 1-4)     | 2–8 (Domicile : 1-4; Extérieur : 1-4)     |
| Division Centrale   | Division Centrale                         | Division Centrale                         | Division Centrale                         | Division Centrale                         | Division Centrale                         | Division Pacifique                        | Division Pacifique                        | Division Pacifique                        | Division Pacifique                        |
| Équipe              | Domicile                                  | Domicile                                  | Extérieur                                 | Extérieur                                 | Extérieur                                 | Équipe                                    | Domicile                                  | Domicile                                  | Extérieur                                 |
| Chicago             | 118-102                                   | 105-127                                   | 108-119                                   | 105-95                                    |                                           | Golden State                              | 109-120                                   |                                           | 109-113                                   |
| Cleveland           | 101-110                                   | 100-110                                   | 100-108                                   | 121-128                                   |                                           | L.A. Clippers                             | 125-136                                   |                                           | 106-112                                   |
|                     |                                           |                                           |                                           |                                           |                                           | L.A. Lakers                               | 107-133                                   |                                           | 111-125                                   |
| Indiana             | 123-131                                   | 103-122                                   | 113-136                                   | 115-129                                   |                                           | Phoenix                                   | 106-120                                   |                                           | 100-116                                   |
| Milwaukee           | 135-141                                   | 113-122                                   | 118-120                                   | 114-146                                   |                                           | Sacramento                                | 110-131                                   |                                           | 133-120                                   |
| Division            | 2–14 (Domicile : 1-7; Extérieur : 1-7)    | 2–14 (Domicile : 1-7; Extérieur : 1-7)    | 2–14 (Domicile : 1-7; Extérieur : 1-7)    | 2–14 (Domicile : 1-7; Extérieur : 1-7)    | 2–14 (Domicile : 1-7; Extérieur : 1-7)    | Division                                  | 1–9 (Domicile : 0-5; Extérieur : 1-4)     | 1–9 (Domicile : 0-5; Extérieur : 1-4)     | 1–9 (Domicile : 0-5; Extérieur : 1-4)     |
| Division Sud-Est    | Division Sud-Est                          | Division Sud-Est                          | Division Sud-Est                          | Division Sud-Est                          | Division Sud-Est                          | Division Sud-Ouest                        | Division Sud-Ouest                        | Division Sud-Ouest                        | Division Sud-Ouest                        |
| Équipe              | Domicile                                  | Domicile                                  | Extérieur                                 | Extérieur                                 | Extérieur                                 | Équipe                                    | Domicile                                  | Domicile                                  | Extérieur                                 |
| Atlanta             | 120-126                                   |                                           | 124-130                                   | 113-121                                   |                                           | Dallas                                    | 124-142                                   |                                           | 107-89                                    |
| Charlotte           | 113-106                                   | 114-97                                    | 111-99                                    |                                           |                                           | Houston                                   | 110-112                                   |                                           | 113-136                                   |
| Miami               | 95-108                                    | 101-104                                   | 102-103                                   | 110-118                                   |                                           | Memphis                                   | 102-116                                   | 108-110                                   | 90-108                                    |
| Orlando             | 99-111                                    | 109-112                                   | 91-123                                    | 91-113                                    |                                           | New Orleans                               | 101-114                                   |                                           | 116-125                                   |
| Washington          | 107-126                                   | 104-118                                   | 129-117                                   | 96-87                                     |                                           | San Antonio                               | 108-130                                   |                                           | 95-123                                    |
| Division            | 5–13 (Domicile : 2-7; Extérieur : 3-6)    | 5–13 (Domicile : 2-7; Extérieur : 3-6)    | 5–13 (Domicile : 2-7; Extérieur : 3-6)    | 5–13 (Domicile : 2-7; Extérieur : 3-6)    | 5–13 (Domicile : 2-7; Extérieur : 3-6)    | Division                                  | 1–10 (Domicile : 0-6; Extérieur : 1-4)    | 1–10 (Domicile : 0-6; Extérieur : 1-4)    | 1–10 (Domicile : 0-6; Extérieur : 1-4)    |
| Conférence          | 10–41 (Domicile : 6–18; Extérieur : 4–23) | 10–41 (Domicile : 6–18; Extérieur : 4–23) | 10–41 (Domicile : 6–18; Extérieur : 4–23) | 10–41 (Domicile : 6–18; Extérieur : 4–23) | 10–41 (Domicile : 6–18; Extérieur : 4–23) | Conférence                                | 4–27 (Domicile : 1–15; Extérieur : 3–12)  | 4–27 (Domicile : 1–15; Extérieur : 3–12)  | 4–27 (Domicile : 1–15; Extérieur : 3–12)  |
| Total               | 14–68 (Domicile : 7–33; Extérieur : 7–35) | 14–68 (Domicile : 7–33; Extérieur : 7–35) | 14–68 (Domicile : 7–33; Extérieur : 7–35) | 14–68 (Domicile : 7–33; Extérieur : 7–35) | 14–68 (Domicile : 7–33; Extérieur : 7–35) | 14–68 (Domicile : 7–33; Extérieur : 7–35) | 14–68 (Domicile : 7–33; Extérieur : 7–35) | 14–68 (Domicile : 7–33; Extérieur : 7–35) | 14–68 (Domicile : 7–33; Extérieur : 7–35) |

## Classements

### Saison régulière
| Conférence Est | Conférence Est             | Conférence Est | Conférence Est | Conférence Est | Conférence Est | Conférence Est | Conférence Est |
| No             | Franchise                  | Vic.           | Déf.           | MJ             | V/D            | GB             |                |
| -------------- | -------------------------- | -------------- | -------------- | -------------- | -------------- | -------------- | -------------- |
| 1              | z - Celtics de Boston      | 64             | 18             | 82             | .780           | –              |                |
| 2              | x - Knicks de New York     | 50             | 32             | 82             | .610           | 14             |                |
| 3              | y - Bucks de Milwaukee     | 49             | 33             | 82             | .598           | 15             |                |
| 4              | x - Cavaliers de Cleveland | 48             | 34             | 82             | .585           | 16             |                |
| 5              | y - Magic d'Orlando        | 47             | 35             | 82             | .573           | 17             |                |
| 6              | x - Pacers de l'Indiana    | 47             | 35             | 82             | .573           | 17             |                |
|                |                            |                |                |                |                |                |                |
| 7              | x - 76ers de Philadelphie  | 47             | 35             | 82             | .573           | 17             |                |
| 8              | x - Heat de Miami          | 46             | 36             | 82             | .561           | 18             |                |
| 9              | pi - Bulls de Chicago      | 39             | 43             | 82             | .476           | 25             |                |
| 10             | pi - Hawks d'Atlanta       | 36             | 46             | 82             | .439           | 28             |                |
|                |                            |                |                |                |                |                |                |
| 11             | o - Nets de Brooklyn       | 32             | 50             | 82             | .390           | 32             |                |
| 12             | o - Raptors de Toronto     | 25             | 57             | 82             | .305           | 39             |                |
| 13             | o - Hornets de Charlotte   | 21             | 61             | 82             | .256           | 43             |                |
| 14             | o - Wizards de Washington  | 15             | 67             | 82             | .183           | 49             |                |
| 15             | o - Pistons de Détroit     | 14             | 68             | 82             | .171           | 50             |                |

| Division Centrale          | V  | D  | MJ | V/D  | GB | Dom   | Ext   | Div  |
| -------------------------- | -- | -- | -- | ---- | -- | ----- | ----- | ---- |
| y - Bucks de Milwaukee     | 49 | 33 | 82 | .598 | –  | 31-11 | 18-22 | 10-7 |
| x - Cavaliers de Cleveland | 48 | 34 | 82 | .585 | 1  | 26-15 | 22-19 | 11-5 |
| x - Pacers de l'Indiana    | 47 | 35 | 82 | .573 | 2  | 26-15 | 21-20 | 11-6 |
| pi - Bulls de Chicago      | 39 | 43 | 82 | .476 | 10 | 20-21 | 19-22 | 7-9  |
| o - Pistons de Détroit     | 14 | 68 | 82 | .171 | 35 | 7-33  | 7-35  | 2-14 |

### NBA In-Season Tournament
| Rang | Équipe                 | Pts | J | G | P | Pp  | Pc  | Diff |
| ---- | ---------------------- | --- | - | - | - | --- | --- | ---- |
| 1    | Pacers de l'Indiana    | 8   | 4 | 4 | 0 | 546 | 507 | 39   |
| 2    | Cavaliers de Cleveland | 7   | 4 | 3 | 1 | 474 | 445 | 29   |
| 3    | 76ers de Philadelphie  | 6   | 4 | 2 | 2 | 485 | 476 | 9    |
| 4    | Hawks d'Atlanta        | 5   | 4 | 1 | 3 | 499 | 531 | -32  |
| 5    | Pistons de Détroit     | 4   | 4 | 0 | 4 | 439 | 484 | -45  |